# Marquesado de Irache
El marquesado de Irache es un título nobiliario español que el rey Alfonso V de Aragón otorgó al XV conde de Geraci, Giovanni I de Ventimiglia y Nortman de Aragón, jefe de la casa de Ventimiglia de Geraci, conquistadores de Sicilia y príncipes absolutos en Italia, con el título especial de por la Gracia de Dios.
Este privilegio se concedió en Gaeta entre finales de febrero y finales de marzo de 1436, confirmándose en 1438, lo que convierte a este título en el primer marquesado concedido en Sicilia y el más antiguo de la Corona de Aragón.

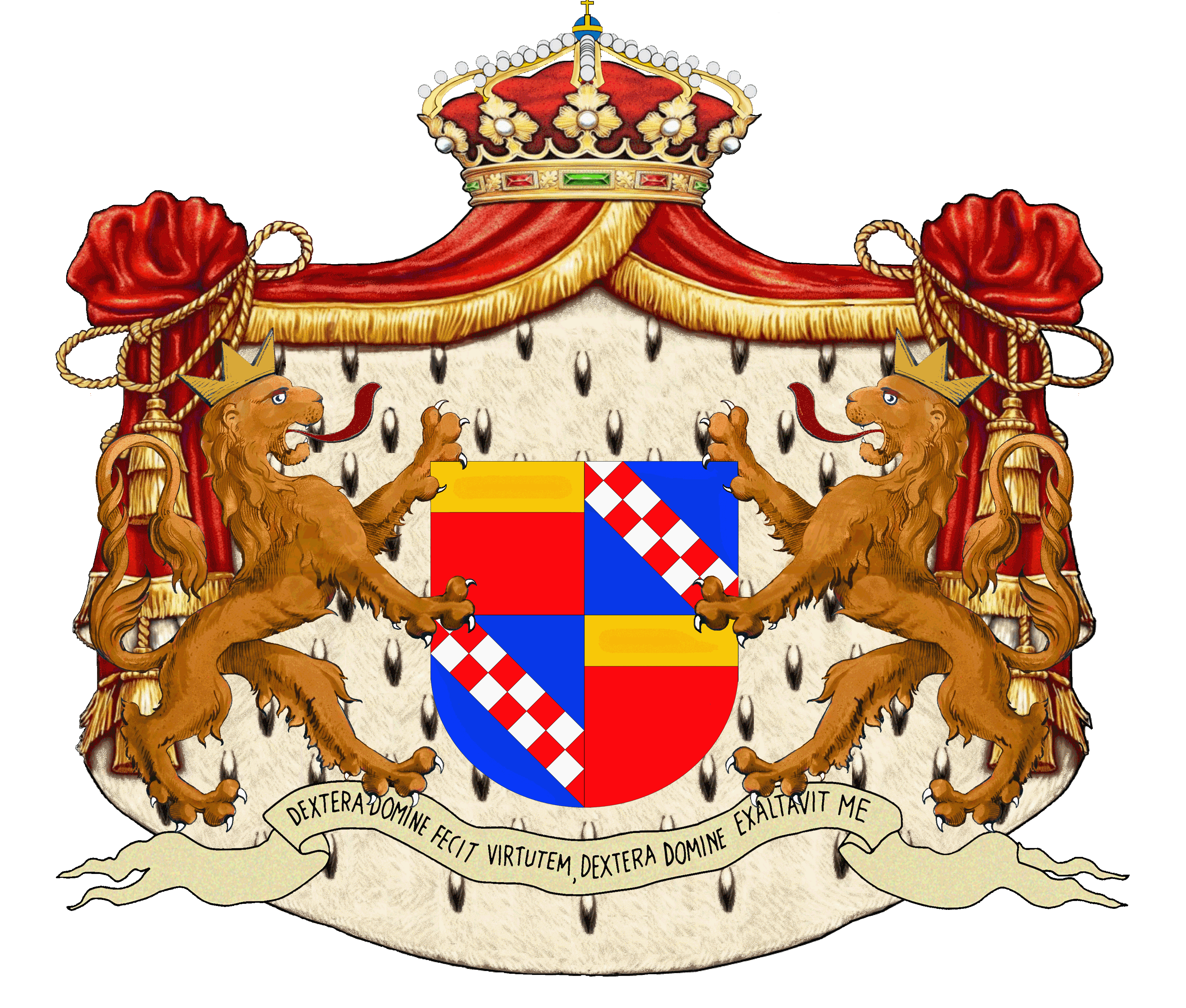
Blasón del marquesado de Irache.
Escudo cuartelado: primer y cuarto cuadrante de gules, con jefe de oro (casa de Ventimiglia). Segundo y tercer cuadrante de azur, con banda jaquelada en dos órdenes de plata y gules (casa de Altavilla).
Cimera: corona del sacro romano imperio con manto de armiño (príncipes).
Soporte: dos leones de oro, coronados a la antigua, rampantes de rojo.
Divisa: "DEXTERA DOMINI FECIT VIRTUTEM, DEXTERA DOMINI EXALTAVIT ME"

## Historia
El origen se sitúa en la localidad siciliana de Geraci Siculo, donde se establecieron los descendientes de la antigua casa de Altavilla, dinastía normanda que conquistó Sicilia en 1061 y reinó hasta 1194. Procedían de la localidad de Hauteville (Cotentin, Normandía), solar de Tancredo de Hauteville y de sus hijos, entre los que destacaron Robert Guiscard, y Roger, primer conde soberano de Sicilia y fundador de dinastía normanda en el reino de Sicilia.
Hacia 1250 Isabella de Geraci, heredera de su linaje y IX titular del condado de Geraci y todos sus feudos adscritos, se casó con Enrico de Ventimiglia, conde de Ventimiglia, Bussana y marqués de la Marca de los Alpes, (*1226?,+1308?), de la casa Ventimiglia ligur, recientemente establecido en Sicilia, dando origen a una nueva rama de la casa: los Ventimiglia de Geraci (ó Ventimiglia de Sicilia).
En 1387, al final de sus días, Francesco II de Ventimiglia había llevado el condado de Geraci a su máximo esplendor, con un dominio total sobre sus feudos. Hasta tal punto era así que il comes Dei gratia comitatum Girachi et Golisani, opera[va] come vera autorità sovrana.
En febrero-marzo de 1436 don Alfonso V de Aragón tituló I marqués de Irache al XV conde de Geraci, don Giovanni I de Ventimiglia, uno de los más brillantes generales de su época y entorno, por su decisiva y prolongada actuación en el mantenimiento de la supremacía de la Corona de Aragón en el Mediterráneo.
El 22 de julio de 1710, el marquesado de Irache obtuvo la Grandeza de España.
Durante casi toda su existencia en Sicilia, la casa de Geraci-Irache fue la más poderosa de Sicilia, llegándose a proclamar noble "por la gracia de Dios", pudiendo haber asumido derechos como aspirante al trono.

### Condes de Geraci (1066[9]-1436)
|                                                   | Titular                                           | Periodo                                           |
| Creación por Roger de Altavilla, conde de Sicilia | Creación por Roger de Altavilla, conde de Sicilia | Creación por Roger de Altavilla, conde de Sicilia |
| ------------------------------------------------- | ------------------------------------------------- | ------------------------------------------------- |
| I                                                 | Serlone II de Altavilla                           | †1072                                             |
| II                                                | Eliusa de Altavilla                               |                                                   |
| III                                               | Reynaldo de Barnaville (ó Bournonville)           |                                                   |
| IV                                                | Rocca de Barnaville (ó Bournonville)              |                                                   |
| V                                                 | Ruggero Nortman de Altavilla y Craón              |                                                   |
| VI                                                | Guerrera Nortman de Altavilla y Craón             |                                                   |
| VII                                               | Ruggero Nortman de Geraci                         |                                                   |
| VIII                                              | Alduino de Geraci                                 | †1234                                             |
| IX                                                | Isabella de Geraci x Enrico I de Ventimiglia      | *1226,†1272                                       |
| X                                                 | Alduino de Ventimiglia                            | †5 de septiembre de 1289                          |
| XI                                                | Francesco I de Ventimiglia                        | *1285,†3 de febrero de 1338                       |
| XII                                               | Emanuel de Ventimiglia Consolo                    | †1365                                             |
| XIII                                              | Francesco II de Ventimiglia Consolo               | †1387                                             |
| XIV                                               | Enrico II de Ventimiglia Lauria                   | †1398                                             |

### Marqueses de Irache (desde 1436)
|                                  | Titular                                       | Periodo                                            |
| Creación por Alfonso V de Aragón | Creación por Alfonso V de Aragón              | Creación por Alfonso V de Aragón                   |
| -------------------------------- | --------------------------------------------- | -------------------------------------------------- |
| I                                | Giovanni I de Ventimiglia Nortman de Aragón   | *1383,†1475                                        |
| II                               | Antonio de Ventimiglia de Prades              | †1480                                              |
| III                              | Enrico III de Ventimiglia Clermont-Lodéve     | †16 de diciembre de 1493                           |
| IV                               | Filippo de Ventimiglia Folch de Cardona       | †1497                                              |
| V                                | Simone I de Ventimiglia Folch de Cardona      | *1485,†15 de octubre de 1545                       |
| VI                               | Giovanni II de Ventimiglia de Montcada        | *13 de enero de 1521,†10 de octubre de 1553        |
| VII                              | Simone II de Ventimiglia de Montcada          | *1528,†14 de septiembre de 1560                    |
| VIII                             | Giovanni III de Ventimiglia de Ventimiglia    | *23 de noviembre de 1559,†12 de junio de 1619      |
| IX                               | Giuseppe I de Ventimiglia de Ventimiglia      | *1570,†13 de enero de 1620                         |
| X                                | Francesco III de Ventimiglia de Aragón        | †1647                                              |
| XI                               | Giovanni IV de Ventimiglia Spadafora          | *1 de julio de 1625,†1675                          |
| XII                              | Francesco Roderico IV de Ventimiglia Marchese | *1670,†3 de agosto de 1688                         |
| XIII                             | Giovanni V de Ventimiglia Pignatelli          | *1680,†11 de mayo de 1689                          |
| XIV                              | Blasco de Ventimiglia Marchese                | †20 de septiembre de 1691                          |
| XV                               | Luigi Ruggero I de Ventimiglia Marchese       | *10 de septiembre de 1670,†7 de septiembre de 1698 |
| XVI                              | Girólamo de Ventimiglia Spadafora             | †1707                                              |
| XVII                             | Francesco V de Ventimiglia Corvino            | †1709                                              |
| XVIII                            | Giovanni VI de Ventimiglia Arduino            | †1748                                              |
| XIX                              | Luigi Ruggero II de Ventimiglia Sanseverino   | *25 de diciembre de 1705,†9 de diciembre de 1771   |
| XX                               | Giovanni Luigi de Ventimiglia Spinola         | †19 de enero de 1795                               |
| XXI                              | Luigi Ruggero III de Ventimiglia Perpignano   | *7 de mayo de 1757,†27 de diciembre de 1823        |
| XXII                             | Domenico Gaspare de Ventimiglia Perpignano    | *18 de junio de 1759,†28 de julio de 1832          |
| XXIII                            | Francesco Luigi de Ventimiglia Perpignano     | *24 de octubre de 1761,†?                          |
| XXIV                             | Govanni Luigi de Ventimiglia Camarrone        | *1810,†15 de agosto de 1860                        |
| XXV                              | Corrada de Ventimiglia Camarrone              | †4 de mayo de 1886                                 |
| XXVI                             | Giovanna de Ventimiglia Camarrone             | *1810,†19 de enero de 1905                         |
| XXVII                            | Luis Alexis Villanova-Rattazzi Barrera        | *3 de mayo de 1925,†13 de marzo de 1999            |
| XXVIII                           | José María Villanova-Rattazzi Guillén         | *3 de marzo de 1957-                               |
| XXIX                             | Luis Alexis Villanova-Ratazzi Ferrán          | 2023-actual titular                                |